# Armin Tanković
Armin Tanković, född 22 mars 1990 i Srebrenica, är en Bosnien-född svensk fotbollsspelare (mittfältare) som spelar för FC Nacka Iliria. Hans kusin, Muamer Tanković, är också en professionell fotbollsspelare.

## Karriär
Tanković började fem år gammal att spela för NIF Bosna. Karriären gick sedan via Hagahöjdens BK där det blev en säsong. År 2000 gick Tanković till Superettanklubben IF Sylvia. 2009 värvades han av IFK Norrköping. 2012 blev Tanković utlånad till Varbergs BoIS.
I juli 2014 skrev Tanković på ett korttidskontrakt för Superettanklubben IK Sirius. I februari 2015 skrev han på för Dalkurd FF. Efter säsongen 2015 lämnade Tanković klubben och under våren 2016 spelade han för bosniska Olimpic Sarajevo.
I juli 2016 värvades Tanković av Karlstad BK, där han skrev på ett 2,5-årskontrakt. Han debuterade den 30 juli 2016 i en 2–1-vinst över Stenungsunds IF. Han spelade 12 ligamatcher säsongen 2016. Tanković spelade 17 ligamatcher och gjorde ett mål säsongen 2017.
Den 30 januari 2018 värvades Tanković av Assyriska FF, där han skrev på ett ettårskontrakt. I februari 2020 blev Tanković klar för FC Nacka Iliria. Han spelade 11 matcher för klubben i Division 4 säsongen 2020.